# 拉傑尤夫

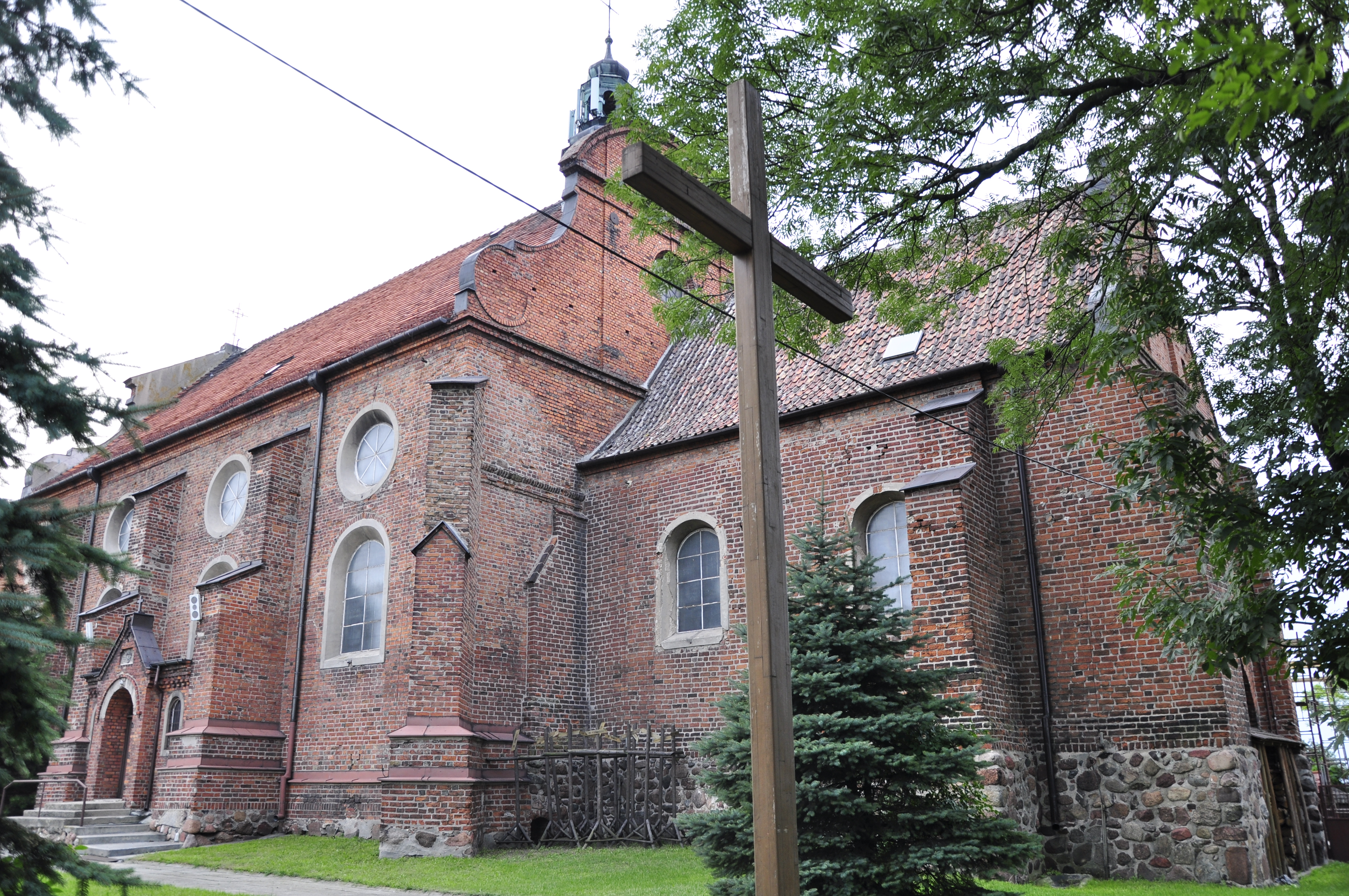

拉傑尤夫是波蘭的城鎮，位於該國中部，由庫亞維-波美拉尼亞省負責管轄，始建於十二世紀，面積5.69平方公里，海拔高度124米，2010年人口5,756。在第二次瓜分波蘭中，該鎮被納入普魯士王國管治範圍。

## 外部連結
- Official town webpage （页面存档备份，存于）
- Webpage of hospital in Radziejów （页面存档备份，存于）
- Radziejów on 1944 German topographic map

52°38′N 18°31′E / 52.633°N 18.517°E